# Mustasaari (ö i Finland, Södra Karelen, Imatra, lat 61,55, long 29,23)
Mustasaari är en ö i Finland. Den ligger i sjön Saarijärvi och i kommunen Ruokolax i den ekonomiska regionen  Imatra ekonomiska region  och landskapet Södra Karelen, i den sydöstra delen av landet, 270 km nordost om huvudstaden Helsingfors. Öns area är 1 hektar och dess största längd är 150 meter i öst-västlig riktning.